# Bill Zopf
William Charles "Bill" Zopf Jr. (Monaca, Pensilvania, 7 de junio de 1948) es un exjugador de baloncesto estadounidense que jugó una temporada en la NBA. Con 1,85 metros de estatura, lo hacía en la posición de base.

## Trayectoria deportiva

### Universidad
Jugó durante cuatro temporadas con los Dukes de la Universidad Duquesne, en las que promedió 13,3 puntos y 4,7 rebotes por partido. En su última temporada llevó a su equipo a un balance de 21 victorias y 5 derrotas, que les proporcionó una invitación para disputar el NIT. Fue elegido esa temporada como Jugador del Año por la asociación de periodistas de baloncesto de Pittsburgh. Ostenta el récord de más asistencias en un partido del Torneo de la NCAA de los Dukes, con las 11 que consiguió en 1969.

### Profesional
Fue elegido en la trigésimo tercera posición del Draft de la NBA de 1970 por Milwaukee Bucks, un equipo que tenía muy bien cubierto el puesto de base con Oscar Robertson y Lucius Allen, por lo que contó con muy pocas oportunidades por parte de su entrenador, Larry Costello, jugando en 53 partidos en los que promedió 2,2 puntos y 1,4 asistencias. No llegó a disputar ni un minuto en los playoffs, que le hubiera supuesto compartir con sus compañeros el título de campeón de la NBA, ya que fue llamado para cumplir sus obligaciones con la Guardia Nacional de los Estados Unidos.
Tras el verano fue repescado por los Bucks, pero antes del comienzo de la temporada 1971-72 fue despedido, retirándose del baloncesto y dedicándose a trabajar como agente de negocios.

## Estadísticas de su carrera en la NBA

### Temporada regular
| Temporada | Edad | Equipo          | Liga | P  | TIT | MIN | TC  | TCA | %TC  | 3P | 3PA | %3P | TL  | TLA | %TL  | R.OF. | R.DEF. | REB | ASIS | ROB | TAP | PER | FP  | PTS |
| 1970-71   | 22   | Milwaukee Bucks | NBA  | 53 |     | 7.5 | 0.9 | 2.5 | .363 |    |     |     | 0.4 | 0.7 | .556 |       |        | 0.9 | 1.4  |     |     |     | 0.6 | 2.2 |
| Total     |      |                 | NBA  | 53 |     | 7.5 | 0.9 | 2.5 | .363 |    |     |     | 0.4 | 0.7 | .556 |       |        | 0.9 | 1.4  |     |     |     | 0.6 | 2.2 |